# Josuetl Hernández
Josuetl Ricardo Hernández Rea (Guadalajara, Jalisco, México; 16 de enero de 1993) es un futbolista mexicano, juega como delantero, y actualmente se encuentra en los Correcaminos de la UAT de la Liga de Ascenso de México.

## Trayectoria

### Generales de Navojoa
Comienza su carrera en equipos locales y escolares de Navojoa, Sonora, y por su habilidad el 2009 fue integrado al extinto equipo local en tercera división teniendo buenos números.

### Cruz Azul
Llegó el 2010 a visorias para Fuerzas Básicas del Cruz Azul, logrando entrar, pero no alcanzó a debutar en primera división. 

### FK Kruoja Pakruojis
El 24 de agosto de 2013, debutó con el FK Kruoja Pakruojis ingresando al minuto 84' en la derrota por 3-1 ante el FK Atlantas. 

### FBK Kaunas
En 2014, fue fichado por el FBK Kaunas, equipo con el cual se convirtió en figura. 
En diciembre de 2015, llamó fuertemente la atención del Club Deportivo Guadalajara de la Liga MX.

### Club Deportivo Guadalajara
En junio del 2016, hizo pruebas para integrarse al Club Deportivo Guadalajara, después de una dura visoría de Jaime Ordiales, quien decide darle una oportunidad para llegar a Chivas, donde de momento jugara para la Segunda División.
El 27 de julio de 2016, no se llega aun acuerdo y el "Gato" Rea, no ve actividad con Chivas, por la salida del expresidente Jaime Ordiales, quien era el encargado de su progreso en el club.

### Cuervos de Ensenada
En el Torneo de Apertura 2016 de la Segunda División Profesional de México, Liga Premier, llega con el equipo Cuervos de Ensenada.

### Correcaminos de la UAT
Jugara el Torneo Clausura 2017 con el equipo de tamaulipas esperando hacer un buen papel en la liga de plata mexicana

## Clubes
| Club                   | País     | Año             |
| ---------------------- | -------- | --------------- |
| FK Kruoja Pakruojis    | Lituania | 2013            |
| FBK Kaunas             | Lituania | 2014 - 2016     |
| Cuervos de Ensenada    | México   | 2016            |
| Correcaminos de la UAT | México   | 2017 - Presente |